# Người Canada gốc Hy Lạp
Người Canada gốc Hy Lạp (tiếng Hy Lạp: Ελληνοκαναδοί) là công dân Canada có toàn bộ hoặc một phần hậu duệ từ người Hy Lạp hoặc những người di cư từ Hy Lạp và cư trú tại Canada. Theo Điều tra dân số năm 2016, có 271.405 người Canada khai nhận tổ tiên là người Hy Lạp.\